# 차베이 관리구
차베이 관리구(찰북관리구, 중국어 간체자: 察北管理区, 정체자: 察北管理區)는 중화인민공화국 허베이성 장자커우 시에 있는 구로, 면적은 374km2, 인구는 28,000명이다. 장자커우 시 북쪽에 위치한다.

## 경제
목축업과 농업이 중심이며 장자커우 시 농업의 중심 지역이다.

## 역사
과거 국영 차베이 목장이 있던 곳이었으며 1949년부터 관리구 건설이 시작되었다. 2003년 농업 관리구로 승격되어 오늘에 이른다.

## 행정 구역
관리처 5개와 향 2개를 관할한다.